# Ratpenat pilós de coure
El ratpenat pilós de coure (Kerivoula cuprosa) és un ratpenat de la família dels vespertiliònids. Viu al Camerun, la República Democràtica del Congo, Costa d'Ivori, Guinea, Kenya i Libèria.